# Lironoba matai
Lironoba matai är en snäckart som beskrevs av Dell 1952. Lironoba matai ingår i släktet Lironoba och familjen Rissoidae. Inga underarter finns listade i Catalogue of Life.